# کلد بریفیلد
کلد بریفیلد (به انگلیسی: Cold Brayfield) یک روستا و محله مدنی در بریتانیا است که در میلتون کینز واقع شده‌است. کلد بریفیلد ۷۵ نفر جمعیت دارد.